# Shikibutyna
Genre
Shikibutyna est un genre d'araignées aranéomorphes de la famille des Dictynidae.

## Distribution
Les espèces de ce genre se rencontrent en écozone paléarctique.

## Liste des espèces
Selon World Spider Catalog (version 26, 12/07/2025) :
- Shikibutyna felis (Bösenberg & Strand, 1906)
- Shikibutyna foliicola (Bösenberg & Strand, 1906)
- Shikibutyna guanchae (Schmidt, 1968)
- Shikibutyna mongolica (Marusik & Koponen, 1998)
- Shikibutyna procerula (Bösenberg & Strand, 1906)
- Shikibutyna schmidti (Kulczyński, 1926)
- Shikibutyna szaboi (Chyzer, 1891)
- Shikibutyna wangi (Song & Zhou, 1986)
- Shikibutyna zherikhini (Marusik, 1988)

## Systématique et taxinomie
Ce genre a été décrit par Cala-Riquelme, Gorneau et Esposito en 2025 dans les Dictynidae.

## Étymologie
Ce genre est nommé en l'honneur de Murasaki Shikibu.

## Publication originale
- Montana, Cala-Riquelme, Crews, Gorneau, Al-Jamal, Alequín, Spagna, Ballarin & Esposito, 2025 : « Tailor's drawer no more: a reappraisal of the spider family Dictynidae O. Pickard-Cambridge, 1871 sensu lato. » Zoological Journal of the Linnean Society, vol. 204, no 2, zlaf007, p. 1-97.